# Distocambarus devexus
Distocambarus devexus é uma espécie de crustáceo da família Cambaridae.
É endémica dos Estados Unidos da América.